# Burgasz–Alekszandroupolisz-kőolajvezeték

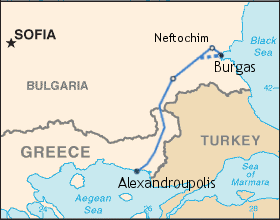
A Burgasz–Alekszandrupolisz kőolajvezeték tervezett nyomvonala

A Burgasz–Alekszandroupolisz kőolajvezeték egy tervezett olajvezeték a bulgáriai Burgasz és a görögországi Alekszandroupolisz között. Építése 2008-ban kezdődik és várhatóan 2011 végére készül el. A vezetéken orosz kőolajat fognak szállítani a Fekete-tengerről az Égei-tengerre, kikerülve a zsúfolt hajóforgalmú Boszporuszt és a Dardanellákat.
A veteék megéptítésének ötlete 1993–1994 tájékán merült fel görög és orosz energetikai vállalatok részéről.